# Référendum de 2012 sur le statut de Porto Rico
Un référendum sur le statut de Porto Rico a lieu le 6 novembre 2012, pour déterminer si l’archipel devait continuer d'être un État libre associé des États-Unis. 61,3 % des votes se sont exprimés en faveur de l'accès au statut d'État américain de plein droit. Il est le quatrième référendum sur ce sujet depuis après ceux de 1967, 1993 et 1998.

## Polémique
Le référendum comptait deux questions ;
1.	Voulez-vous que Porto Rico maintienne son statut d'État libre associé
2.	Quelle option préférez-vous ?
a.	État fédéré des États-Unis
b.	État libre associé souverain
c.	Indépendance
Le Parti populaire démocratique considère que la question ne permettait pas à ceux qui voulaient maintenir le statu quo d’exprimer un choix et a donc appelé les électeurs à voter blanc pour la seconde question. Plus de 400 000 électeurs ont voté blanc pour cette question.

## Résultats
| Première question: Êtes-vous favorable au maintien du statut politique territorial actuel (État libre associé) ? | Première question: Êtes-vous favorable au maintien du statut politique territorial actuel (État libre associé) ? | Première question: Êtes-vous favorable au maintien du statut politique territorial actuel (État libre associé) ? | Première question: Êtes-vous favorable au maintien du statut politique territorial actuel (État libre associé) ? |
| Option | Votes | Pourcentage de votes valides                                                                                     | Pourcentage de votes totaux                                                                                      |
| --- | --- | --- | --- |
| Non | 937 955 | 54,00 % | 51,71 % |
| Oui | 798 938 | 46,00 % | 44,04 % |
| Bulletins valides                                                                                                | 1 736 893 | 100 % | 95,75 % |
| Bulletins blancs                                                                                                 | 64 357 | | 3,55 % |
| Bulletins invalides                                                                                              | 12 781 | | 0,71 % |
| Exprimés | 1 814 031 | | 100 % |
| Source. | | | |

| Deuxième question: indépendamment de la réponse donnée à la première question, on demande à l’électeur de donner son option préférée parmi les suivantes. | Deuxième question: indépendamment de la réponse donnée à la première question, on demande à l’électeur de donner son option préférée parmi les suivantes. | Deuxième question: indépendamment de la réponse donnée à la première question, on demande à l’électeur de donner son option préférée parmi les suivantes. | Deuxième question: indépendamment de la réponse donnée à la première question, on demande à l’électeur de donner son option préférée parmi les suivantes. |
| Option | Votes | Pourcentage de votes valides | Pourcentage de votes totaux |
| --- | --- | --- | --- |
| État des États-Unis. | 805 155 | 61,13 % | 44,61 % |
| État libre associé souverain | 438 896 | 33,32 % | 24,32 % |
| Indépendance | 72 978 | 5,54 % | 4,04 % |
| Bulletins valides | 1 317 029 | 100 % | 72,98 % |
| Bulletins blancs | 470 032 | | 26,04 % |
| Bulletins invalides | 17 673 | | 0,98 % |
| Exprimés | 1 804 734 | | 100 % |
| Source. | | | |

## Réactions
Le gouvernement des États-Unis n’a pas officiellement réagi ou répondu au vote. Néanmoins, les représentants des deux partis principaux aux États-Unis (républicain et démocrate) ont questionné la validité du score de 61 % pour le statut d'État des États-Unis, étant donné que 834 000 votes sur 1 800 000 (bulletins blancs inclus) votants ne représentent que 44 %. Ainsi, ce référendum n'a pas permis de grands progrès sur le changement du statu quo.

## Résultats des référendums précédents
|                                | 1967   | 1993   | 1998   | 2012   |
| ------------------------------ | ------ | ------ | ------ | ------ |
| État libre associé             | 60,4 % | 48,6 % | 0,1 %  | -      |
| État des États-Unis            | 39,0 % | 46,3 % | 46,5 % | 61,1 % |
| Indépendance                   | 0,6 %  | 4,4 %  | 2,5 %  | 5,5 %  |
| Libre association              | 0,0 %  | 0,0 %  | 0,3 %  | 33,3 % |
| Aucune des options précédentes | 0,0 %  | 0,0 %  | 50,3 % |        |